# Myrthianós Plakiás
Myrthianós Plakiás (Myrthianos Plakias) är en ort i Grekland.   Den ligger i prefekturen Nomós Rethýmnis och regionen Kreta, i den sydöstra delen av landet, 300 km söder om huvudstaden Aten. Myrthianós Plakiás ligger 11 meter över havet och antalet invånare är 182.
Terrängen runt Myrthianós Plakiás är huvudsakligen kuperad, men västerut är den bergig. Havet är nära Myrthianós Plakiás söderut. Närmaste större samhälle är Spílion, 12,7 km öster om Myrthianós Plakiás. Omgivningarna runt Myrthianós Plakiás är en mosaik av jordbruksmark och naturlig växtlighet.